# Gelanesaurus cochranae
Gelanesaurus cochranae — вид ящірок родини гімнофтальмових (Gymnophthalmidae). Мешкає в Еквадорі і Колумбії. Вид названий на честь американської герпетологині Доріс Мейбл Кочран.

## Поширення і екологія
Gelanesaurus cochranae мешкають на східних схилах Еквадорських Анд (на південь до Самора-Чинчипе), а також на крайньому півдні Колумбії. Вони живуть у вологих тропічних лісах, поблизу струмків. Зустрічаються на висоті до 2100 м над рівнем моря.